# Hepatisk encefalopati
Hepatisk encefalopati eller Coma hepaticum (undertiden forkortet HE) er den medicinske betegnelse for levercoma. Det er en akut tilstand, med påvirket hjernefunktion og forskellige somatiske symptomer, forårsaget af leversygdom. Tilstanden varierer i omfang, fra let konfusion til bevidstløshed (koma) og kan være både akut og kronisk betinget.

## Årsag
Levercoma opstår som følge af nedsat leverfunktion. Typisk vil sygdomme, der giver kronisk tab af leverfunktionen ligge til grund, herunder bl.a. skrumpelever; op til 75% af patienter med skrumpelever vil på et eller andet tidspunkt udvikle levercoma, og skrumpeleverpatienter står for op til 95% af alle registrerede tilfælde af sygdommen.
Den præcise årsag kendes ikke, men levercoma optræder altid på baggrund af leversvigt. Man antager, at der findes nogle ukendte, men kvælstofholdige encefalopati-faktorer i blodet, selv om disse endnu ikke er påvist.
Levercoma har oftest en eller flere udløsende faktorer. Disse kan være blødning fra mave-tarm-kanalen, infektion, forrykkelse af blodets saltbalance – gerne som følge af enten væskemangel (dehydrering) eller for meget væske i kroppen (overhydrering), forstoppelse, iltmangel i blodet eller medicin.

### Biokemiske hændelser
Det leversvigt, der ligger til grund for levercoma, har nogle konsekvenser for kroppen rent biokemisk:
- I tarmen sker der en øget nedbrydning af proteiner. Restprodukterne heraf kan være f.eks. ammoniak samt stoffer, der af struktur ligner neurotransmittere, selv om de ikke fungerer ligesådan.
- Da leveren er påvirket omsætter den ikke ovennævnte stoffer som normalt. Derfor vil flere af disse stoffer føres med blodkredsløbet til hjernen.
- Blodet har, som følge af ovennævnte ændringer i stofskiftet, en anderledes sammensætnig af aminosyrer end normalt. Da der samtidig sker en fordøjelse af hæmoglobin forrykkes denne sammensætning yderligere.
- Hjernen har ringere kapacitet til at optage aminosyrer, der fremmer aktivitet i nervecellerne, samtidig med at den har øget kapacitet til at optage aminosyrer, der hæmmer aktivitet. Som følge heraf er koncentrationen af disse hæmmende aminosyrer øget i synapserne, forbindelsespunkterne mellem hjernecellerne, med nedsat aktivitet til følge.
- Da koncentrationen af ammonium i hjernen øges, øges også ophobningen af glutamin. Dette fører til nedsat dannelse af glutamat, der har betydning for metabolismen. Det fører også til osmotisk ødem i hjerneceller (astrocytter), der også nedsætter glutamatdannelsen og neurotransmissionen.
- Visse regioner af hjernen udsættes for mindsket blodgennemstrømning og udviser mindsket energiomsætning.
- Hjernen er ekstra følsom over for ændringer i ilttilførslen, saltbalancen, blodets pH-værdi og kroppens temperatur.

## Symptomer
Patienten vil ofte udvise dyskoordination, der er besvær med at styre hænder og fødder, arme og ben, og/eller dyspraksi, der beskriver tab af færdigheder, som f.eks. evnen til at skrive, børste tænder m.v. Patienten kan også udvikle spatial dysorientering, så han mister evnen til at orientere sig rumligt. Dette kan blandt andet vise sig ved besvær med at bedømme om han står eller ligger, og ofte vil han have svært ved at blive liggende midt i sengen, trods det ubehag, det måtte medføre at ligge skævt.
Op til en femtedel af patienter udvikler asterixis, også kaldet basketremor eller flapping. Det er en følge af forstyrrelser i signalet til de muskler, der bevæger hånden opad (ekstensorerne), hvorfor hånden udfører en vinkende, rytmisk bevægelse, der ses tydeligst med strakt hånd.
Hepatisk encefalopati kan yderligere inddeles i subklinisk og manifest encefalopati, med hvert sit symptombillede.

### Subklinisk encefalopati
Subklinisk encefalopati giver kognitive forstyrrelser ("besvær med at tænke"), træthed, søvnløshed, uro, tremor (rysten) og besvær med at bruge fingrene til fine opgaver. Det er ikke ualmindeligt at man bliver initiativløs, eller at pårørende vil kunne se små ændringer i personligheden. Reaktionstiden kan være forlænget, eller blot ustabil.

### Manifest encefalopati
Manifest encefalopati inddeles i fire grader med hver sine symptomer:
- Grad I: Søvnmønstret bliver uafhængigt af nat og dag, der optræder små ændringer i adfærden, og der kan bemærkes længere svartider og langsommere kognition – det der også kaldes slow cerebration.
- Grad II: Patienten er decideret konfus.
- Grad III: Patienten er enten meget sløv eller tungt sovende og vanskelig at vække.
- Grad IV: Comatøs tilstand. Patienten kan ikke vækkes.

### Kliniske symptomer
- Kroppens muskler kan være spændte i større eller mindre grad (hypertoni) uafhængigt af patientens kontrol. Tilsvarende kan patienten opleve nedsat muskelkraft i forhold til vanligt (hypotoni), eller i visse tilfælde helt tabe kraften i musklerne (atoni).
- I de første stadier vil senereflekserne i nogle tilfælde være forstærkede, mens de senere kan svækkes og forsvinde helt (arefleksi).
- Babinskirefleksen kan både være positiv med og uden forskel på højre og venstre fod.
- Patientens blik kan have et "svømmende" udtryk, og øjenbevægelserne er ikke altid fuldt under patientens kontrol. Pupillerne vil dog oftest være normale, ligesom patienten ikke bør udvise nystagmus, en karakteristisk, rykvis bevægelse af øjnene.
- De fleste patienter vil udvise cirrosestigmata og foetor hepaticus ex ore, der er en karakteristisk lugt ud af munden.
- Hvis mavens indhold undersøges kan der findes blod heri; da koagulationsfaktorerne er nedsatte vil evt. mavesår m.v. have større tendens til at springe op og bløde.
- Patienten kan udvise tegn til hypovolæmi – nedsat mængde væske i blodbanen – typisk som følge af enten blødning eller diarré.

### Parakliniske symptomer
- I blodprøven er der flere påvirkede værdier:
  - Ammoniak i arterieblodet er forhøjet, typisk til dobbelt niveau.
  - Koagulationsfaktorer II, VII og X er halverede eller mindre, hvorfor INR er forhøjet.
  - Albumin er nedsat.
  - Natrium kan være nedsat.
- En undersøgelse af ascitesvæsken kan vise et forhøjet celletal som følge af evt. bughindebetændelse.
- En dyrkning af blodet vil typisk være positiv (der ses vækst af bakterier). Dette skyldes dels et forringet immunforsvar, dels at bakterier vil kunne bevæge sig fra tarmene over til blodbanen.

## Undersøgelser
Det kan ofte være en fordel at bedømme graden af encefalopatien ved hjælp af Glasgow Coma Scale, der netop giver en systematik til at bedømme hvor vågen patienten er samt hvor godt han fungerer verbalt og motorisk.
EEG kan være med til at give oplysninger, men anvendes sjældent, da det billede der ses ikke udelukker andre diagnoser.